# Fira
Fira (a volte Thira, in greco Φηρά [fiˈra]), è il capoluogo dell'isola di Santorini.

## Toponimo
Il nome deriva da una differente pronuncia di Θήρα ([ˈthɛːra] oggi pronunciata [ˈθira]), il nome dell'isola in greco antico, ma un'altra versione ricondurrebbe all'aggettivo fyrros, che nel dialetto dell'isola significa rossastro.

## Geografia fisica
Fira si trova nella parte centro occidentale dell'isola di Santorini, ad un'altitudine di 260 m s.l.m., sulla cima di una roccia che scende a picco sul mare, da cui è ammirabile la caldera del vulcano Thera. Un'estensione di Fira è il villaggio di Firostefani, distante circa un chilometro dal centro principale.
Gli edifici del villaggio riportano prevalentemente lo stile architettonico cicladico, di cui sono celebri le chiese dal tetto blu, tipiche di Santorini. Grazie a queste ultime e alla presenza di numerosi negozietti, ristoranti bar e discoteche, Fira è la principale meta turistica dell'isola.
I luoghi d'interesse di cui si avvale il turismo sono la chiesa di San Minas, la cattedrale della Presentazione di Cristo al Tempio, il convento domenicano, il monastero cattolico di Panagia si Rodari, il museo archeologico, la cupola blu e bianca di San Minas (famosa soprattutto per essere un apprezzato soggetto fotografico) e la magione di Gyzi, che accoglie una galleria di immagini di Fira prima e dopo l'evento sismico del 1965.
Dal porticello di Fira, raggiungibile con una scalinata di 587 gradini o con una moderna teleferica, è possibile raggiungere le isolette vulcaniche di Palea Kameni e Nea Kameni.

## Storia
Devastanti furono le conseguenze del terremoto del 1965, che danneggiò gravemente il villaggio, di cui rimasero poche case risalenti al XVIII secolo.